# Memorie di un antisemita
Memorie di un antisemita. Un romanzo in cinque racconti (Memoiren eines Antisemiten. Ein Roman in fünf Erzählungen) è un romanzo di Gregor von Rezzori del 1979.
Il libro uscì in traduzione italiana nel 1980 per la Longanesi ed è riedito a partire dal 2001 per la Guanda.
Il romanzo è parzialmente autobiografico, in quanto il protagonista condivide molti aspetti della vita reale dell'autore (nato in Bucovina ai tempi dell'Impero austro-ungarico da famiglia di lontana origine italiana, ha come nome Gregor Arnulf, ha vissuto in gioventù a Bucarest e a Vienna e si è stabilito in Italia, paese della sua ultima moglie).

## Trama

### Skutschno
Skutschno è una parola russa difficilmente traducibile che il narratore Arnulf applica a sé stesso per descrivere il sentimento che lo pervadeva nell'estate dei suoi tredici anni, quand'era uno studente poco motivato, interessato solo ai racconti di caccia di suo padre, che fu mandato a passare le vacanze a casa degli zii Hubert e Sophie, nella Bucovina che dopo la prima guerra mondiale è passata dalla sovranità austroungarica a quella romena. Nella casa che contiene i ricordi e i cimeli dello zio, Arnulf scopre e si appropria degli ideali pangermanisti ch'egli propugnava in gioventù, e per questo subisce l'ironia di Stassny, un nobile boemo decaduto parente della zia, che abita con loro.
Passeggiando per il paese nella tenuta goliardica dello zio si attira i lazzi dei ragazzi ebrei che incontra; tuttavia con uno di loro, Wolf Goldmann, figlio di un medico, finisce col fare amicizia. Wolf è anche accolto favorevolmente dalla zia Sophie; quando però Wolf parla dei sospetti di omosessualità che gravano sullo zio Hubert, Arnulf si adombra e, mentre giochicchiano con l'apparecchio per elettroshock del dottor Goldmann, fa sì che Wolf si ustioni le mani. Poco dopo, Arnulf viene graffiato da un gatto selvatico e il dottor Goldmann si rifiuta di medicarlo. Hubert non lo sfida a duello ritenendolo "incapace di dar soddisfazione" in quanto ebreo; la sua associazione di cacciatori non è dello stesso parere e lo espelle. Anche Goldmann è espulso dall'ordine dei medici per il suo comportamento.

### Gioventù
A diciannove anni, Arnulf è a Bucarest. Ha abbandonato gli studi universitari e spera di diventare famoso come artista; nel frattempo, per sbarcare il lunario, gira le drogherie e le profumerie allestendo le vetrine per conto di una ditta di prodotti per l'igiene personale. Tra le sue passioni vi sono l'equitazione e le donne; anche se ha diversi incontri mercenari con queste ultime, alberga nel suo cuore l'idea di un amore puro, che immagina con una ragazza vista un giorno per strada, di bell'aspetto e di buona famiglia ma confinata su una sedia a rotelle. Si lega d'amicizia col signor Garabetian, un ricco armeno sulla sessantina proprietario di un emporio; diventa poi l'amante di una delle proprie clienti, una vedova ebrea poco meno che quarantenne che gestisce una profumeria nel quartiere ebraico. Le differenze tra le reciproche aspettative rendono il rapporto sempre più difficile, al punto che una sera, a cena in una trattoria, Arnulf schiaffeggia la sua amante, causando la reazione di altri avventori. Garabetian, presente alla scena, parla a tu per tu col suo giovane amico invitandolo a fare una riflessione sul suo rapporto col gentil sesso. Arnulf gli dà ragione e lascia lavoro e amante.

### Pensione Löwinger
Nel 1957, in Alta Baviera, l'incontro di Arnulf con una donna russa vissuta anch'essa a Bucarest negli anni Trenta risveglia nel narratore il ricordo di un periodo della sua vita precedente.
Nel 1937 Arnulf abitava alla Pensione Löwinger, gestita da una famiglia di ebrei. Tra i vari ospiti, quelli cui stabilì una buona intesa furono Pepi Olschansky, un reduce della Prima guerra mondiale anch'egli proveniente dalla Bucovina, e la signorina Alvaro, un'ebrea sefardita cresciuta da un suo zio armeno. Con questa Arnulf arrivò ad avere un rapporto di elevata comunanza spirituale, nel quale però s'intromise Olschansky, provocando la rottura delle relazioni amicali che legavano Arnulf all'una e all'altro.

### Fedeltà
Durante i suoi soggiorni giovanili a Vienna, Arnulf è ospitato a casa di sua nonna materna, in un appartamento di un palazzo signorile. Al piano superiore abita la famiglia ebrea Raubitschek, che la nonna non sopporta non solo perché ospitano dei rumorosi concerti di musica da camera, ma anche per la loro origine etnica; l'antisemitismo è condiviso dal padre di Arnulf, che viveva nel mito del Sacro Romano Impero, di cui l'ultima incarnazione era la duplice monarchia austroungarica. Le due zie zitelle pendono dalle labbra dell'ingegner Malik (il cui vero cognome è Schweingruber), spiritista. Arnulf è invece attratto dall'avvenenza e dall'atteggiamento spavaldo di Minka Raubitschek, maggiore di lui di qualche anno. Dopo la morte dei genitori di lei, Arnulf fa una conoscenza diretta di Minka e inizia a frequentarla regolarmente, intavolando una relazione senza impegni. Le loro strade poi si dividono; la rivede nel 1937 a Salisburgo, quando le dichiarerebbe il suo amore, s'ella non fosse sposata, e l'anno successivo, già vedova, nei giorni dell'Anschluß. Arnulf rincontra anche il suo vecchio compagno di scuola Oskar Koloman, ora membro delle SS austriache, al quale nasconde il fatto di frequentare una donna ebrea, spacciandola invece per turca, e il suo amico giornalista Poldi Singer, poco favorevole al nuovo regime. Minka Raubitschek aspetta di emigrare in Gran Bretagna e Arnulf – che ora si fa chiamare preferibilmente col suo primo nome Gregor – si offre di sposarla per farla espatriare, divorziando subito dopo.
Nel 1947 rivede Minka, sposata con un inglese, in procinto di trasferirsi in America, dove muore due mesi dopo esservi giunta.

### Pravda
Un giorno del 1979 il narratore, che vive a Roma con la terza moglie italiana, si sta recando a casa della nonna di quest'ultima, una nobildonna russa ultranovantenne, per portarle in dono una scatola di marrons glacés. Durante il percorso a piedi i suoi pensieri corrono alla situazione dell'attualità dell'epoca e all'idea di "verità", di come questa fosse diventata una parola che lo divideva dalla sua seconda moglie ebrea (che l'accusava di essere un bugiardo) e dal loro figlio morto in tenera età.
Quando arriva a destinazione apprende dalla portinaia che l'anziana signora è appena morta e che la sua ultima parola è stata pravda (in russo "verità").

## Critica
Due anni dopo la sua prima pubblicazione in tedesco, l'edizione del 1981 di S. Fischer ha finalmente suscitato l'interesse della critica. Recensendo nel 1981 la traduzione in inglese, Christopher Lehmann-Haupt scrisse: "Non è solo per la vivacità dell'ambientazione e dei personaggi che ci occupiamo di Memorie di un antisemita. Assaporiamo anche il suono della voce dell'autore, una miscela straordinaria di amara autodenigrazione e dolci rimembranze".
Stanley Kauffmann, recensendo anch'egli il libro nel 1981 per il New York Times, si spinse oltre nelle sue lodi: "È irrilevante disputare col signor von Rezzori su quali siano i suoi valori come lo è con Ferdinand Céline o con Knut Hamsun. Non è della statura di questi ultimi, ma è un artista, diabolicamente onesto, testardo, il creatore e il prodotto di un'opera d'arte su un sopravvissuto. È tramite l'arte di von Rezzori, piuttosto che tramite la vanità o le apologie di Gregor, che veniamo illuminati. La maggior parte dei milioni di persone che condividono il punto di vista di von Rezzori non hanno nemmeno la capacità di metterlo in discussione come fa lui, per non dire del dono di svelarlo con una tale chiarezza fastidiosa e sfidante".
In una recensione retrospettiva della riedizione del 2007, Christopher Hitchens dichiarò: "Scrivendo, come ha fatto, dello sfacelo dell'Europa postbellica, Gregor von Rezzori può rivendicare la peculiare distinzione di essere uno dei pochi sopravvissuti che hanno trattato questa catastrofe definitiva nel mite linguaggio della comprensione. Questo è ciò che dà ancora al suo romanzo il potere di scioccare".
Greg Jackson, autore di Prodigals, scrisse del libro: "Senza risparmiare nella sua presentazione gli atteggiamenti di convenienza che approvano [anche] i regimi più vili, le Memorie trasformano le proprie esperienze in una morale sottile e feroce e insegnano che nessuno di noi è al riparo da casuali e pericolosi scivoloni etici".

## Edizioni
- (DE) Gregor von Rezzori, Memoiren eines Antisemiten. Ein Roman in fünf Erzählungen, München, Steinhausen, 1979.
- Gregor von Rezzori, Memorie di un antisemita. Un romanzo in cinque racconti, traduzione di Mariagrazia Cocconi Poli ed Elisabetta Dell'Anna Ciancia, Milano, Longanesi, 1980.
- Gregor von Rezzori, Memorie di un antisemita. Un romanzo in cinque racconti, traduzione di Mariagrazia Cocconi Poli ed Elisabetta Dell'Anna Ciancia, Milano, Club degli Editori, 1982.
- Gregor von Rezzori, Memorie di un antisemita. Un romanzo in cinque racconti, collana Narratori della Fenice, traduzione di Mariagrazia Cocconi Poli ed Elisabetta Dell'Anna Ciancia, prefazione di Claudio Magris, Parma, Guanda, 2001, ISBN 88-8246-105-X.
- Gregor von Rezzori, Memorie di un antisemita. Un romanzo in cinque racconti, collana Fenici tascabili, traduzione di Mariagrazia Cocconi Poli ed Elisabetta Dell'Anna Ciancia, prefazione di Claudio Magris, Parma, Guanda, 2010, ISBN 978-88-6088-881-5.
- Gregor von Rezzori, Memorie di un antisemita. Un romanzo in cinque racconti, collana Narratori della Fenice, traduzione di Mariagrazia Cocconi Poli ed Elisabetta Dell'Anna Ciancia, prefazione di Claudio Magris, Parma, Guanda, 2018, ISBN 978-88-235-2178-0.